# 螺旋-轉角-螺旋

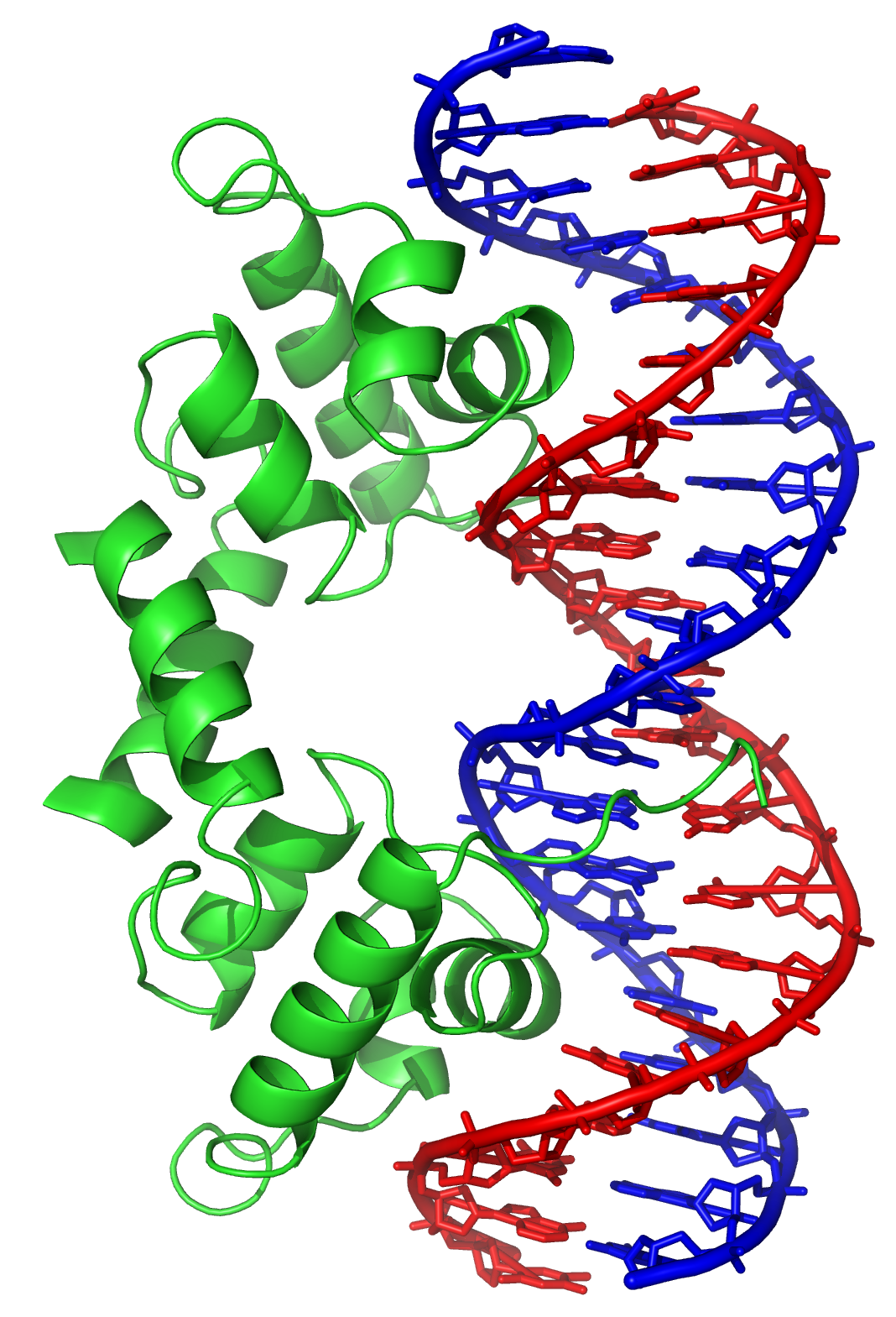
λ噬菌體的λ抑制子（λ repressor）利用螺旋-轉角-螺旋（綠）結構與DNA（紅與藍）結合。

螺旋-轉角-螺旋（英語：helix-turn-helix，简称为HTH）是一種蛋白質的結構基序（structural motif），可與DNA進行結合。此結構是由一條氨基酸短鏈將兩個α螺旋連結在一起，可見於許多專門調節基因表現的蛋白質。與DNA的結合，是經由蛋白質與鹼基之間的氫鍵及范德华力來進行，結合位置是DNA的大凹槽（參見DNA條目，例外：TATA联结蛋白的该结构结合位置为小凹槽）。

## 外部連結
- Helix-turn-helix motif, lambda-like repressor （页面存档备份，存于）, from EMBL
- Full PDB entry for PDB ID 1LMB
- Cro/C1-type HTH domain （页面存档备份，存于）